# Explorer 20
Explorer 20 ou IE-A ou Ionospheric Explorer-A ou TOPSI ou S-48)  est un petit (44,5 kilogrammes) satellite expérimental de la NASA mis en orbite en aout 1964 pour étudier les irrégularités de la structure l'ionosphère terrestre. Il poursuit les investigations mené par Explorer 8. C'est le premier satellite d'une série de trois développés par le centre Goddard. Le satellite est placé sur une orbite surplombant l'ionosphère (800 à 1000 km) par un lanceur Scout X4 dont c'est le deuxième vol. Il recueille des données durant près d'un an en sondant à analysant les signaux radio émis dans six fréquences différentes et réfléchis par l'ionosphère. Deux autres satellites similaires, Explorer 25 et Explorer 40, seront lancées respectivement en 1964 et 1968  

## Contexte et objectifs de la mission
Explorer 20 est le deuxième satellite, après Explorer 8, développé par les États-Unis pour étudier l'ionosphère. Dans le début des communications radio au début du 20e on avait découvert que l'ionosphère réfléchissait les ondes radio ce qui permettait d'allonger la portée des émissions radio. L'efficacité de cette réflexion dépendait du nombre d'électrons libres présents dans cette couche et de la densité de l'atmosphère. Explorer 20 est développé pour étudier les irrégularités de l'ionosphère et pour ce faire sur une orbite de 990 kilomètres qui lui permet d'effectuer des sondages radio de cette couche qu'il surplombe à cette altitude. Le satellite canadien Alouette 1, lancé en 1962, avait déjà utilisé cette méthode mais n'avait recueilli que des profils verticaux de l'ionosphère. Les objectifs de la mission sont de mesurer la distribution des électrons dans l'ionosphère, la densité et la température des ions et d'estimer le niveau de bruit d'origine cosmique dans les fréquences 2 et 7 MHz. Deux missions similaires, Explorer 25 et Explorer 40, seront lancées respectivement en 1964 et 1968.

## Déroulement de la mission
Le satellite Explorer 20 est lancé le 25 aout 1964 par une fusée Scout X4 (2ème vol) décollant de la base de lancement de Vandenberg. Le satellite est placé sur une orbite basse quasi circulaire à plus de 850 kilomètres d'altitude avec une inclinaison orbitale de 80°. La mission devait durer trois mois mais à la suite d'une mauvaise manipulation, l'interrupteur avait été désactivé avant le lancement et le satellite transmit des données durant 16 mois. Tous les instruments, sauf le spectromètre de masse, ont fourni des données utilisables,. 

## Caractéristiques techniques

### Plateforme
Explorer 20 comprend une partie centrale ayant la forme d'un cylindre court aux extrémités duquel sont fixés deux structures en forme de cône tronqué.  A l'extrémité d'un des cônes est fixé la petite sphère du spectromètre de masse sur un cours cylindre ce qui donne à l'ensemble la silhouette d'un pion (pièce d'échec). Il est haut de 81 centimètres pour un diamètre maximal de 65 centimètres. Six  antennes (3 dipôles) sont fixées sur le cylindre central  dont deux longues de 18,28 mètres sont utilisées pour les émissions radio en basse fréquences et quatre longues de 9,4 mètres. Le satellite, qui a une masse de 86 kilogrammes, est stabilisé par rotation (1,54 tours par minute après le déploiement des antennes mais cette vitesse tombe à 0,45 tours par minute au bout d'un an). L'énergie est fournie par 2400 cellules photoélectriques réparties sur le corps du satellite. Le satellite ne dispose d'aucun système d'enregistrement aussi les données recueillies par les instruments sont transmises au sol en temps réel et recueillies par une dizaine de stations terriennes gérées par les États-Unis (East Grand Fork au Minnesota, Fort Myers en Floride et Colle en Alaska), le Canada (Resolute Bay à Saint-Johns) et le Royaume-Uni (Atlantique Sud, Singapour et Winkfield),.

### Instruments
Explorer 13 emporte trois expériences dont les deux principales sont destinées à étudier l'ionosphère. 
- L'instrument principal du satellite est une émetteur-récepteur radio fonctionnant dans six fréquences comprises entre et  1,5 to 7,22 MHZ. Un signal radio était émis toutes les 0,105 seconde. En analysant le temps mis par le signal pour être renvoyé par l'ionosphère dans chaque fréquence on pouvait en déduire la distribution des électrons[4].
- Un spectromètre de masse destiné à mesurer la masse et la température des ions[5].
- Un instrument mesurant le bruit radio issu de l'espace dans une plage de fréquences comprise entre  1,5 et 7,2 MHz. Les données recueillies sont similaires aux observations effectuées précédemment mais l'étalonnage du récepteur manquant de précision, leur précision s'avéra insuffisante pour en déduire de nouveaux résultats scientifiques[6].